# Solar Air Water Earth Resource

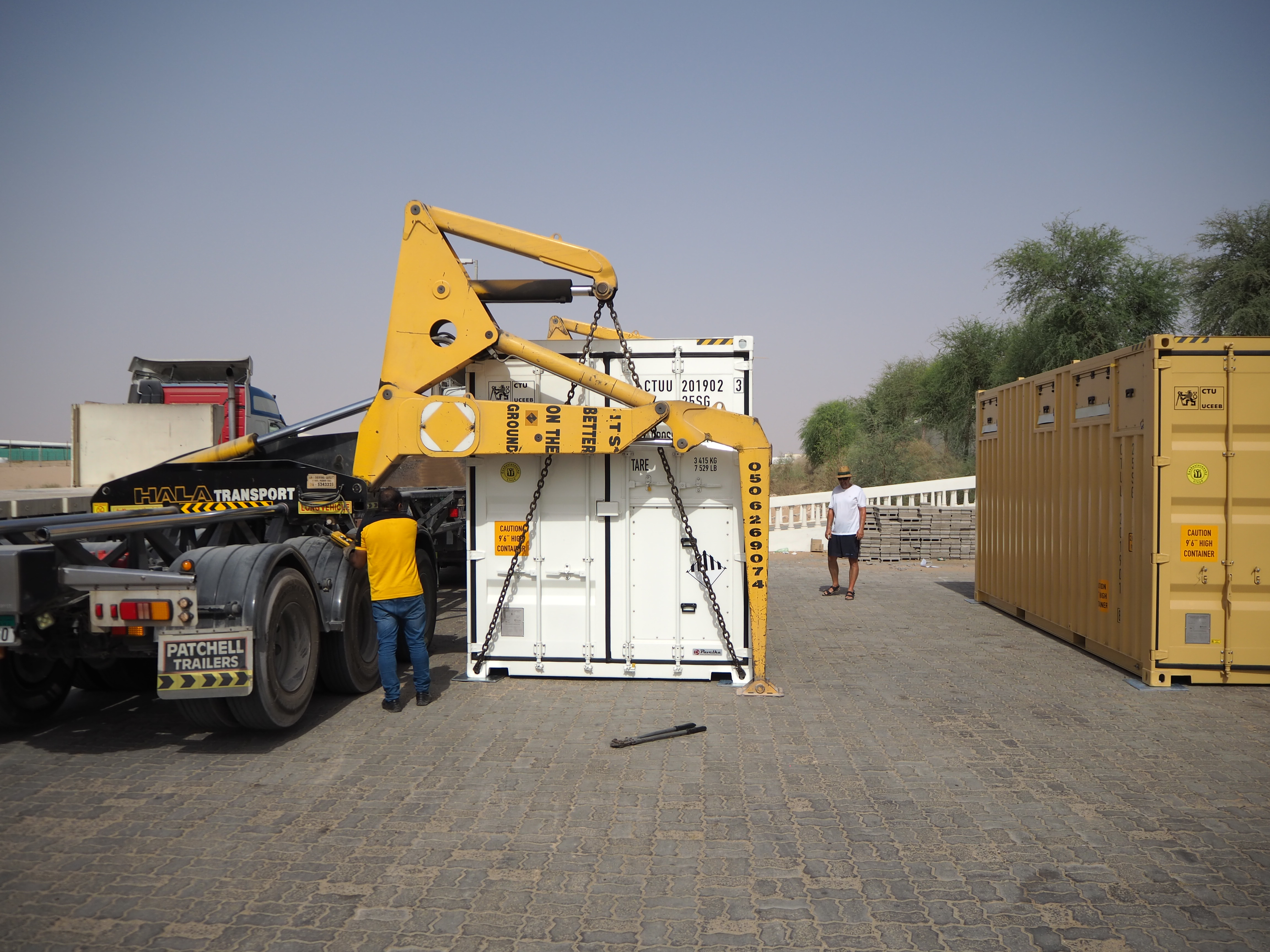
Skládání kontejnerů z tahače po příjezdu do Sweihanu

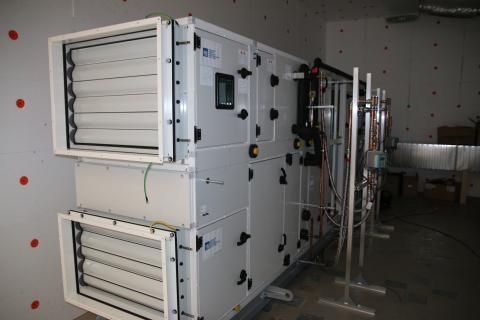
Zařízení S.A.W.E.R.

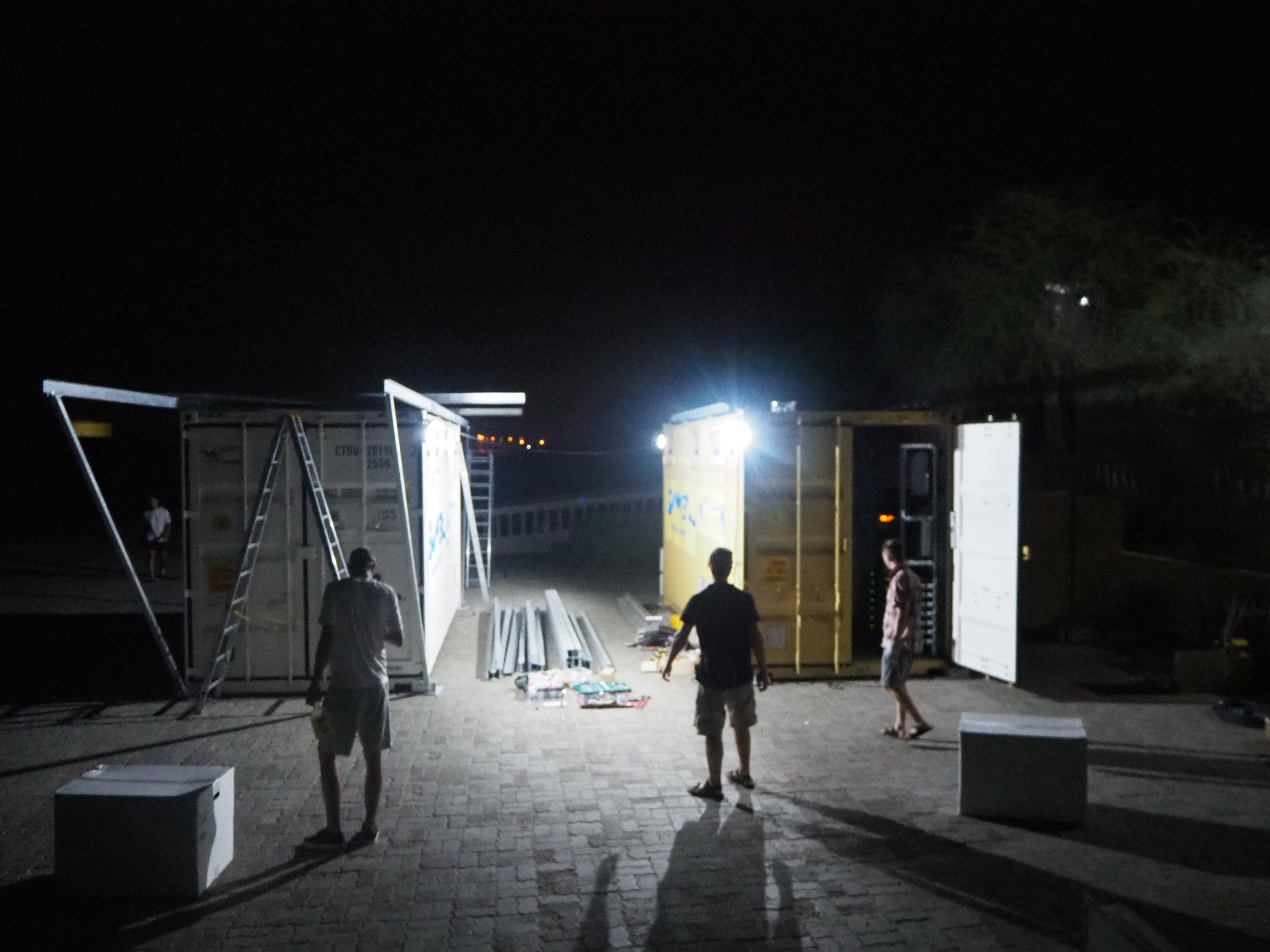

Solar Air Water Earth Resource (S.A.W.E.R.) je autonomní systém na získávání vody kondenzací ze vzduchu. Projekt spojuje odborníky z Univerzitního centra energeticky efektivních budov a Fakulty strojní ČVUT s Botanickým ústavem Akademie věd ČR. V praxi byl uplatněn v českém pavilonu na světové výstavě Expo 2020 v Dubaji.

## Historie vzniku
S myšlenkou vzniku systému S.A.W.E.R. přišel v únoru 2017 Jiří František Potužník v rámci koncepce účasti České republiky na EXPO 2020 v Dubaji, jejímž ústředním tématem je získávání vody ze vzduchu a kultivace pouště na úrodnou zahradu. Odborný vývoj a realizaci technologie převzal na podzim 2017 tým Univerzitního centra energeticky efektivních budov ČVUT (zkratka ČVUT UCEEB) vedený Tomášem Matuškou. Patenty a licenční práva k zařízení proto patří této výzkumné instituci. Na vývoji se kromě ČVUT UCEEB podílí také Fakulta strojní ČVUT v Praze ve spolupráci s Botanickým ústavem Akademie věd ČR.
V létě 2019 spustili vědci z ČVUT UCEEB zkušební provoz systému v poušti Sweihan ve Spojených arabských emirátech. Během šestiměsíčního testování si ověřili, že S.A.W.E.R. dokáže vyrábět vodu ze vzduchu v reálném pouštním prostředí, v němž odolal vysokým teplotám, jemnému písku a dalším nepříznivým vlivům.
Poznatky získané během zkušebního provozu prvního prototypu byly využity při výrobě výkonnějšího zařízení s produkční kapacitou 500 litrů vody denně. Tato verze systému S.A.W.E.R. byla v únoru 2020 vypravena na cestu z buštěhradských laboratoří ČVUT UCEEB do Dubaje, kde se stane součástí pavilonu České republiky na Všeobecné světové výstavě EXPO 2020.

## Princip zařízení
S.A.W.E.R. je zařízení, které má sloužit k přeměně suché pouště v oázu prostřednictvím cíleného rozmnožování mikroorganismů. Voda, kterou systém S.A.W.E.R. produkuje, je získávána ze vzdušné vlhkosti. S. A. W. E. R. se skládá ze dvou systémů, jeden na získávání vody z pouštního vzduchu a druhý pro kultivaci pouště v úrodnou půdu.

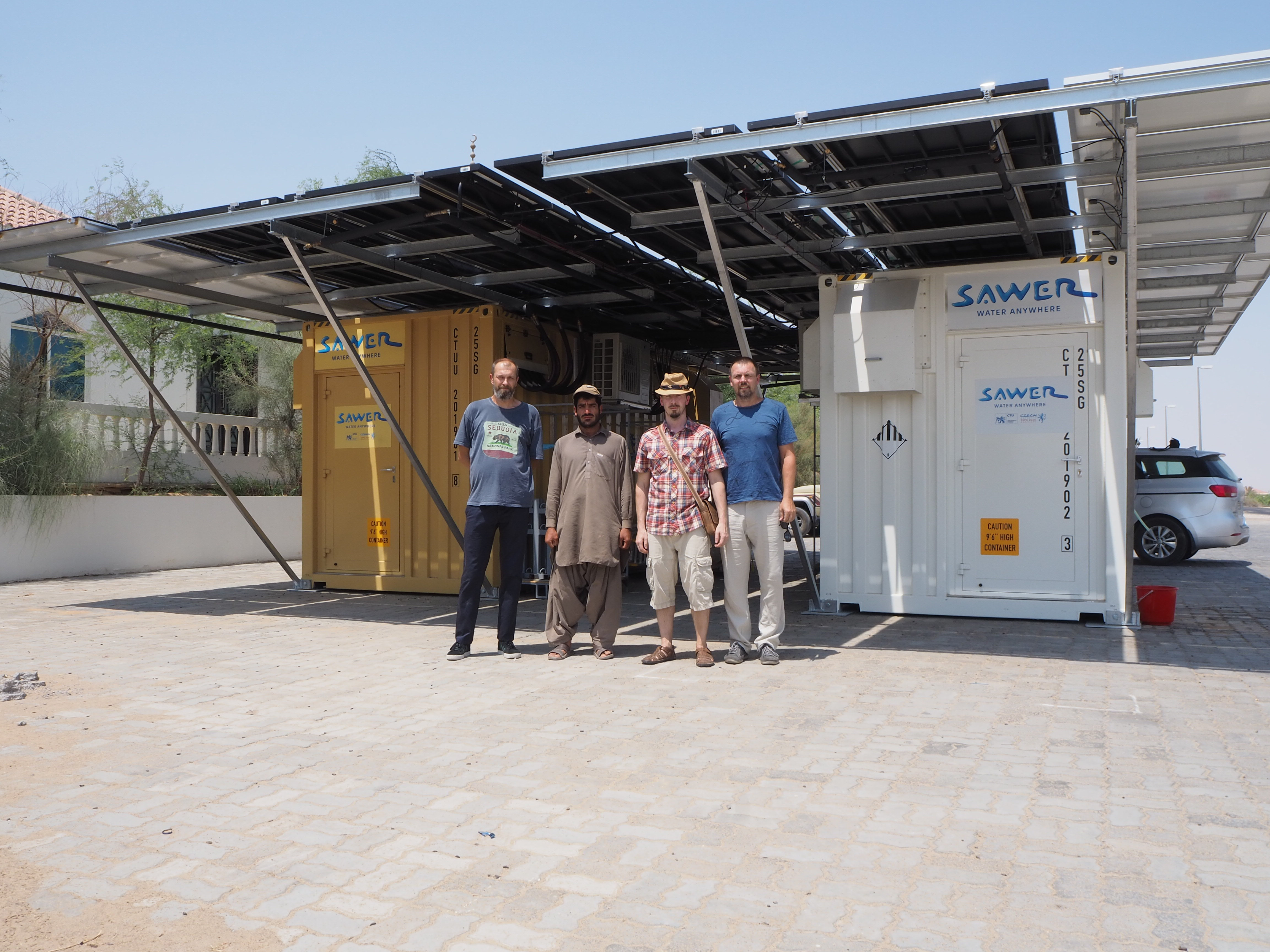

Systém na získávání vody ze vzduchu, na jehož vývoji se podílí Univerzitní centrum energeticky efektivních budov a Fakulta strojní ČVUT v Praze, je využíván jako dvojstupňový systém, v němž se v první fázi použije desikant – materiál, který na svůj povrch váže vodní páru adsorpcí. Ten venkovnímu vzduchu odebere vodní obsah a zadrží ho na svém povrchu. Odvlhčený vzduch se odvede zpátky do venkovního prostředí. Zároveň se do systému nasaje další venkovní vzduch se svým přirozeným obsahem vodní páry, který se nejdříve ohřeje na tak vysokou teplotu, aby bylo možné z povrchu desikantu vodní páru uvolnit, a tím pouštní vzduch navlhčit. Vzduch při zvýšené teplotě do sebe totiž může vázat větší množství vodní páry. Na chladič pak přichází výrazně vlhčí vzduch, než je venkovní vzduch z pouště. Díky tomu lze chladičem získat daleko více vody kondenzací ze vzduchu.
S.A.W.E.R. by podle odborníků mohl ze vzduchu dostat v průměru až 100 litrů za den. Což je ve srovnáni s jinými chladiči pouštního vzduchu až desetinásobek. Součástí českého pavilonu na výstavě Expo 2020 v Dubaji bude rozsáhlá zahrada, která by měla využívat vyrobenou vodu ze systému. Pro výstavu se tak připravují dvě větší zařízení, která dohromady vyrobí až 500 litrů vody. Hlavním specifikem systému S.A.W.E.R. je autonomní provoz. Energetické potřeby systému jsou plně hrazeny ze sluneční energie (solární fototermické kolektory, fotovoltaické moduly, akumulace tepla a elektrické energie).
Zařízení se propojila v laboratořích v UCEEB, kde vědci mobilní verzi systému S.A.W.E.R. testují v komoře simulující atmosférické podmínky Spojených arabských emirátů.

## Vývoj na AV ČR
Botanický ústav Akademie věd ČR vyvíjí systém pro kultivaci pouště, jenž využívá část získané vody pro speciální fotobioreaktor, umělé prostředí sloužící ke kultivaci mikrořas za účelem produkce polysacharidů a zadržení živin ve vodě. Směs vody, řas a organicky navázaných živin se aplikuje formou zálivkového systému umístěného asi 20 cm pod povrchem půdy. Kořeny rostlin získají vodu s živinami přímo ze zálivkového potrubí. Tím se výrazně omezí ztráty vody vypařováním, což je důležité hlavně v suchých oblastech s vysokou hladinou slunečního záření. Zaléváním vodou s obsahem řas se do půdy dostávají jak živiny, které se mohou pomalu uvolňovat, tak další látky obsažené v řasách, jako jsou rostlinné hormony a organická hmota potřebná pro zdárný růst rostlin.
Před výsadbou rostlin se písčitá půda oživí mikroorganismy, které jsou prospěšné pro růst rostlin, pomáhají rostlině efektivněji získávat živiny a zvyšují zadržení vody v půdní vrstvě kolem kořenů. Tyto organismy, půdní symbiotické mykorhizní a endofytní houby fungující v kořenovém systému, ve spolupráci s dalšími půdními organismy oživí půdu tak, že se stává vhodnou pro pěstování i v tak extrémních podmínkách, jaké panují v poušti.

## Výroba pitné vody
S.A.W.E.R. vyrábí destilovanou vodu, která se dobře uchovává a pro další použití dále upravuje. Pro závlahu rostlin ji o živiny obohacuje fotobioreaktor, který dodává Botanický ústav AV ČR, na pitnou vodu ji mění remineralizační jednotka WatiMin. Zpětná mineralizace vody se používá právě v případech, kdy do demineralizované (osmotické) vody je zapotřebí doplnit zdraví prospěšné látky, aby splnila legislativní požadavky na pitnou vodu. Voda je obohacována o vápník, hořčík a draslík.